# Henrik Knudsen (født 1982)
 Der er flere personer med dette navn, se Henrik Knudsen.
Henrik Hecht Knudsen (født 6. marts 1982 i Haderslev) er en dansk håndboldspiller, der spiller som playmaker for den norske ligaklub Stord HK. Af danske klubber har han spillet for blandt andet KIF Kolding og Bjerringbro-Silkeborg, og har også optrådt for svenske, tyske og polske klubber.

## Landshold
Knudsen fik debut på det danske landshold i 2008, og er en del af den danske trup til EM i 2010 i Østrig. Han har indtil nu spillet 8 landskampe og scoret 19 mål. 